# Dux-Bodenbacher Eisenbahn

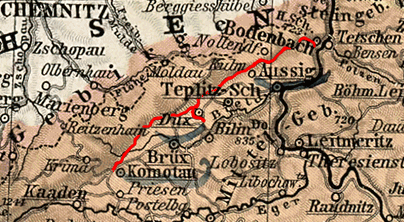
A Dux-Bodenbacher Eisenbahn vonalhálózata

A cs. kir. szabad Dux-Bodenbacher Vasúttársaság (németül:k. k, privilegierte Dux-Bodenbacher Eisenbahn-Gesellschaft, csehül: Duchcovsko-podmokelská dráha) egy magán vasúttársaság volt Ausztriában. A társaság egyetlen vasútvonala összekötötte az észak-cseh elbai kikötőt Bodenbachot a barnakőszénbányákkal, mint Dux, Brüx és Komotau.

## Története
1869. július 9-én  kezdte el építeni a Dux-Bodenbacher Bahn a vasútvonalat Bodenbachtól Dux felé egy szárnyvonali leágazással Komotau irányába. 1871. május 20-án megnyílt a Bodenbach-Osseg-Dux vasútvonal. 1872. december 19-én üzembe helyezték az Osseg-Komotau vonalat.

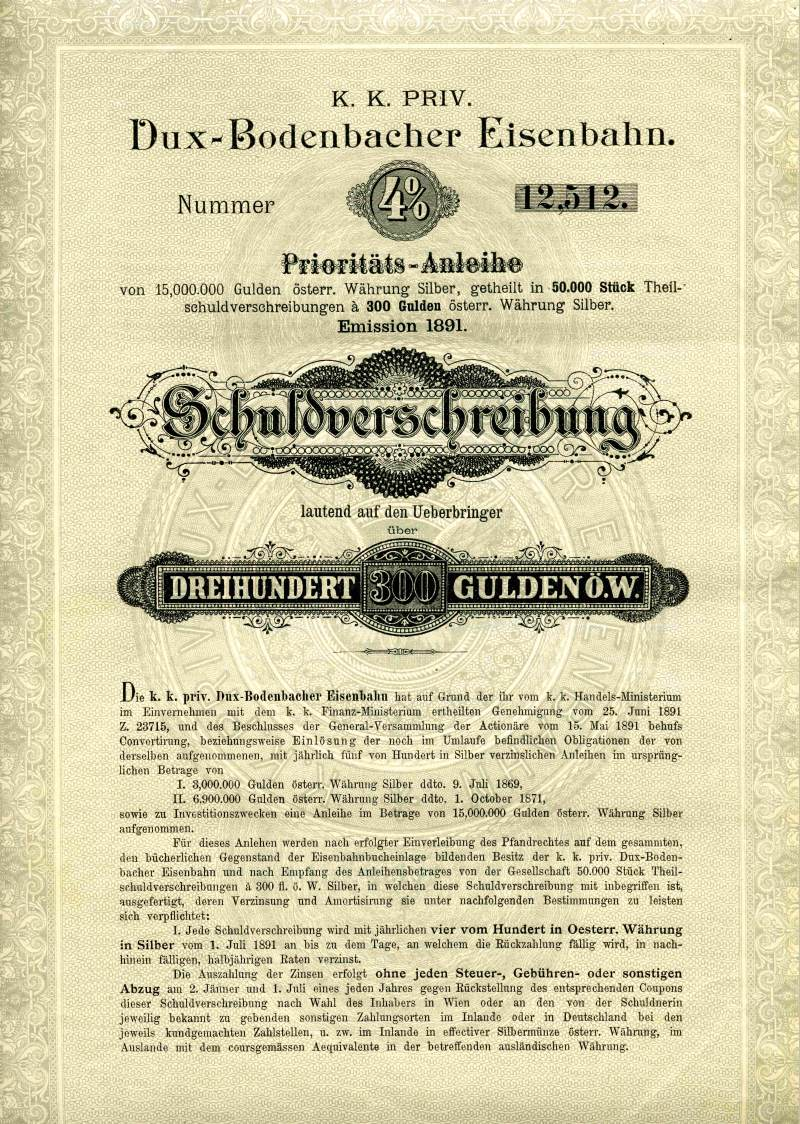
A Dux-Bodenbacher Eisenbahn elsőbbségi részvénye

A vonalnak kezdettől fogva versenytársa volt a tervezett párhuzamos Aussig-Teplitzi Vasút, de sehol nem létesítettek  közvetlen vágánykapcsolatot. A vonal jelentősége elsősorban az észak-csehországi medencében kibányászott barnaszénnek az  elbai kikötőbe, Bodenbach szállításán alapult. 

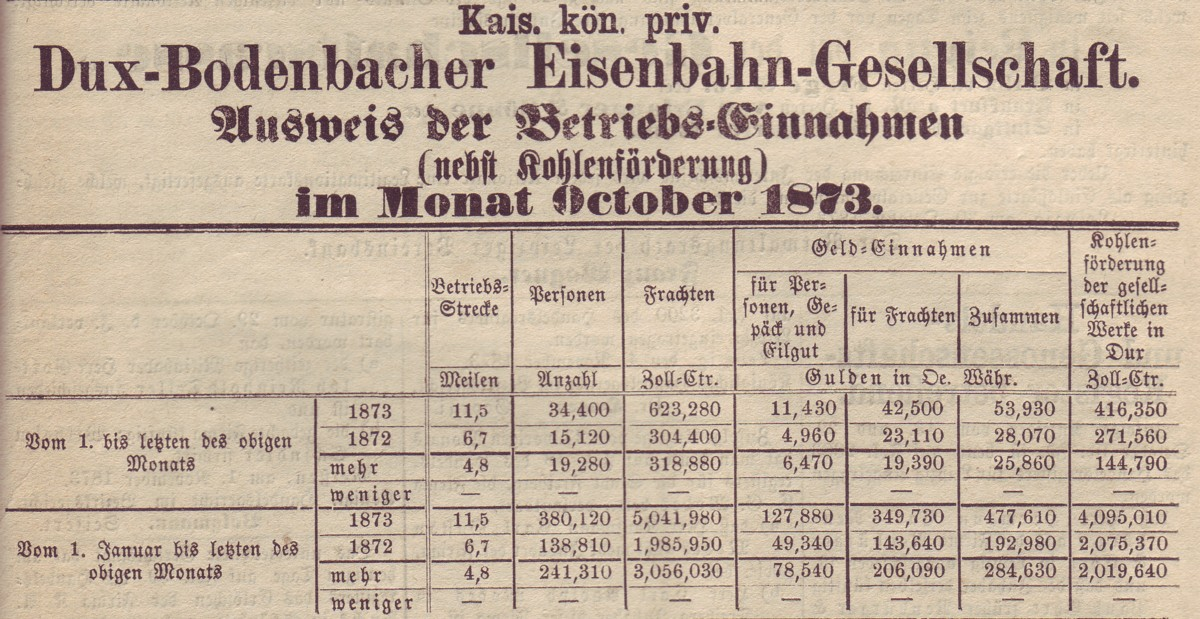
„A műkédési bevételek (valamint a szénbányászat)közzététele“ a Leipcsei Újság 1873. november 8-i számában

Átrakó állomásai voltak Bodenbachban az Állami Vasúttársaság-nak, Wiesa-Oberleutensdorf–ban és Ladowitz-ében a Prag-Duxer Eisenbahnnak, Komotauban a Buštěhrad vasúti-nak.
1871-ben a társaság megszerezte gróf Waldstein Dux-i barnaszénüzemét.
Az államosítás első lépéseként a Dux-Bodenbacher Bahn vonalának üzemeltetését 1884 július 1-től a császári és Királyi Osztrák Államvasutak végezte. 1892 január 1-én a Dux-Bodenbacher Bahn-t véglegesen átvette a kkStB.
A társaság a vonalának államosításával nem szűnt meg, hanem régi nevén, mint bányavállalat működött tovább. Később az egykori vasúttársaság neve alatt működött a Dux-Bodenbacher Eisenbahn AG, 1942-ben a cég Barnaszénüzemének Adolf és Sofie aknája üzemelt Buckwa-ban, továbbá az UNION II és a Konkordia külszíni és mélyművelésű bányája Neusattl-ban.
Az első világháború után a villamosítás terjedésével a cég beruházott az áramtermelésbe is. Így a Dux Bodenbacher Eisenbahn AG volt a Neusattl-i szállítóvállalat.
A második világháború után a társaságot a Csehszlovák Ipari Minisztérium 1946 március 7-én a 823. számú határozatával felszámolta. A társaság eszközeit az új állami bányavállalat a  Falknovské hnědouhelné doly vette át.

## Vonalak
- Bodenbach–Komotau (*1871/1872)
- Ossegg–Ladowitz (*1871/1879)

## Mozdonyok
| A Dux-Bodenbacher Eisenbahn mozdonyai | A Dux-Bodenbacher Eisenbahn mozdonyai | A Dux-Bodenbacher Eisenbahn mozdonyai        | A Dux-Bodenbacher Eisenbahn mozdonyai | A Dux-Bodenbacher Eisenbahn mozdonyai | A Dux-Bodenbacher Eisenbahn mozdonyai | A Dux-Bodenbacher Eisenbahn mozdonyai | A Dux-Bodenbacher Eisenbahn mozdonyai | A Dux-Bodenbacher Eisenbahn mozdonyai |
| ------------------------------------- | ------------------------------------- | -------------------------------------------- | ------------------------------------- | ------------------------------------- | ------------------------------------- | ------------------------------------- | ------------------------------------- | ------------------------------------- |
| DBE-Nr.                               | Darabszám                             | Gyártó                                       | Gyártási év                           | Jelleg                                | kkStB-Nr.                             | ČSD-Nr.                               | Foto                                  |                                       |
| 1–8                                   | 8                                     | Köchlin                                      | 1871                                  | C-n2                                  | 45.01–08                              | 312.601–602                           | -                                     |                                       |
| 9–34                                  | 26                                    | Sigl/Bécsújhely, Sigl/Bécs, Bécsújhely, StEG | 1872–1882                             | C-n2                                  | 53.01–26                              | 314.001–020                           |                                       |                                       |

## Fordítás
- Ez a szócikk részben vagy egészben  a   Dux-Bodenbacher Eisenbahn című német Wikipédia-szócikk fordításán alapul.  Az eredeti cikk szerkesztőit annak laptörténete sorolja fel. Ez a jelzés csupán a megfogalmazás eredetét és a szerzői jogokat jelzi, nem szolgál a cikkben szereplő információk forrásmegjelöléseként.